# جدال در آفتاب
جدال در آفتاب (به انگلیسی: Duel in the Sun) فیلمی ۱۴۵ دقیقه‌ای به کارگردانی کینگ ویدور با بازی جنیفر جونز محصول سال ۱۹۴۶ است.

## بازیگران
- جنیفر جونز در نقش پرل چاوز
- جوزف کاتن در نقش جسی مک‌کانلز
- گریگوری پک در نقش لوتون "لوت" مک‌کانلز
- لیونل باریمور در نقش سناتور جکسون مک‌کانلز
- هربرت مارشال در نقش اسکات چاوز
- لیلین گیش در نقش لارا بل مک‌کانلز
- والتر هیوستون در نقش جبال کراب، قاتل گناهکاران
- چارلز بیکفورد در نقش سم پیرس
- هری کری در نقش لم اسموت
- چارلز دینگل در نقش کلانتر هاردی
- سیدنی بلکمر در نقش عاشق خانم چاوز
- باترفلای مک‌کوئین در نقش وشتی
- اوتوی کروگر در نقش آقای لنگ‌فورد
- جون تتزل در نقش هلن لنگ‌فورد
- تیلی لوش در نقش خانم چاوز
- اسکات مک‌کی در نقش سید
- اورسن ولز در نقش راوی (در فیلم ذکر نشده)
- رابرت مکنزی
- هَنک بل